# 和山田談場Lv999的戀愛
《和山田談場Lv999的戀愛》是Mashiro（ましろ）所創作的日本漫畫，由2019年3月7日起於漫畫網站「GANMA!」上連載。單行本由KADOKAWA出版。故事講述身為网络游戏《Forest Of Savior》（简称FOS）玩家兼女大學生木之下茜和時任男友分手後，與同遊戲公會的玩家兼高中生山田秋斗漸生情感的經歷。截至2024年4月，系列累積發行逾450萬冊。
本作獲得下一部人氣漫畫大賞2020網絡漫畫類別第9位、下一部人氣漫畫大賞2021網絡漫畫類別第4位。2024年「BookLive!讀者票選」戀愛·喜劇漫畫類第1名。
改編電視動畫由Madhouse擔任動畫製作，於2023年4月1日至6月24日播放。改編真人電影預定於2025年3月28日上映。

## 故事概要
女大學生木之下茜原本和時任男友古川拓马共同遊玩网络游戏《Forest Of Savior》（简称FOS），但是雙方的戀情隨著拓马劈腿喜歡上遊戲女網友正式告吹。被分手失戀後的茜對發展戀愛關係產生陰影，卻意外在FOS線下活動期間遇見並認出同個遊戲公會的玩家兼高中生山田秋斗，雙方由此從網路友誼關係逐漸發展成戀情。

## 角色列表
木之下茜（聲：水瀨祈）
女主角。20歲，群马县出身，在大学附近租房住的大学生。在前男友古川拓马的邀请下开始玩网络游戏《Forest Of Savior》（简称FOS），但没过多久前男友就出轨FOS的女玩家把自己甩了。因經歷一次戀愛失敗，故不敢再貿然與男人發展戀愛關係。
在FOS中扮演猫耳骑士，游戏ID为“Akane”，隶属于公会“Chocolate Rabbit”。在參加FOS線下活動時，無意間撞到了山田，並透過對方說話的語氣，認出對方是相同公會的玩家山田，因此結識。
山田秋斗（聲：內山昂輝、松田利冴（小學生））
男主角。高中三年級學生，就读于偏差值很高的东成学院。面无表情的冷淡帅哥，一直拒絕了不少女性的追求。
有名的FPS职业玩家，更被茜的前男友視為偶像。 不打FPS时会忙里偷闲玩FOS，与茜同属一个公会“Chocolate Rabbit”，游戏ID为“山田”。在參加FOS線下活動時，意外與茜結識。後來與茜經歷種種事情後，對茜漸生好感，並在茜生病時主動照顧她。
佐佐木瑛太／瑠璃姬（聲：花江夏树／加隈亞衣（瑠璃姬狀態））
19歲，茜所屬公會“Chocolate Rabbit”的會長，而山田則是與自己一同創建公會的元老級成員，以前是山田的學校學長。遊戲角色為兔耳魔法少女-瑠璃姬，加上說話語氣問題，曾一度讓茜誤以為自己是女高中生，實際上是名文質彬彬的遊戲迷，但有時亦有捉弄他人的腹黑性格。茜與之熟識後時常向他訴說一些煩惱，他會像鄰家大哥一般開導茜。
佐佐木瑠奈（聲：加隈亚衣）
瑛太的妹妹，瑠璃姬的模特原型，中學生。與茜初次見面時，因為外型氣質關係，而被誤認成瑠璃姫。受到哥哥與山田的關係影響，才遊玩FOS（對老哥拿她外型創造出瑠璃姬頗有微詞），但因認為玩MMO太累，所以平均三個月只會遊玩一次，導致茜在此前一直沒在遊戲中與其接觸過。曾經十分討厭茜，但後來被茜感化，變成朋友，偶爾也會向茜撒嬌或是去她家做客。
前田桃子（聲：大西沙织）
木之下茜的大學閨密。課餘時間會用來打工。比茜更渴望在大學畢業後結婚，多次去線下聚會相親但大都失敗而歸。後來被男人騷擾時，遇上瑛太幫忙解圍，因此對瑛太產生好感。
鸭田竹藏（聲：飞田展男）
茜所屬公會「Chocolate Rabbit」的成員，遊戲ID「takezo」，在此前的遊戲中，便與山田、瑛太、瑠奈結識，並在瑛太的邀請下遊玩FOS。在茜首次參加公會線下聚會時，與其結識。現實職業是種植草莓的農夫，但在某次公會的聚餐中展現出驚人的社會人脈而讓眾人驚訝不已。雖然本身是中年大叔，但跟山田或是茜之類的年輕人相處時完全沒有年齡上隔閡。
椿由香里（聲：土屋李央）
山田的同班同學兼班長。和山田同上一所補習班。暗戀山田，但在外都裝出一幅冷淡的模樣。
岡本武明（聲：小林裕介）
山田的同班同學。和山田同上一所補習班。知道椿暗戀山田。
古川拓马（聲：中島良樹）
木之下茜前男友，山田的FPS遊戲粉絲。起初邀請茜一同遊玩網路遊戲《Forest Of Savior》，但後來因喜歡上了女網友，而向茜提出分手。
繪里（聲：山根綺）
古川拓馬在網路遊戲《Forest Of Savior》結識的女網友。在拓馬與茜分手後，與其交往。
佐佐木的媽媽（聲：新井里美）

## 出版書籍
| 卷數 | KADOKAWA       | KADOKAWA               |
| 卷數 | 發售日期       | ISBN                   |
| ---- | -------------- | ---------------------- |
| 1    | 2020年2月21日  | ISBN 978-4-04-064520-9 |
| 2    | 2020年9月23日  | ISBN 978-4-04-064954-2 |
| 3    | 2021年3月23日  | ISBN 978-4-04-680295-8 |
| 4    | 2021年9月21日  | ISBN 978-4-04-680776-2 |
| 5    | 2022年4月22日  | ISBN 978-4-04-681368-8 |
| 6    | 2022年10月21日 | ISBN 978-4-04-681914-7 |
| 7    | 2023年4月21日  | ISBN 978-4-04-682409-7 |
| 8    | 2023年10月23日 | ISBN 978-4-04-683001-2 |
| 9    | 2024年4月23日  | ISBN 978-4-04-683595-6 |
| 10   | 2024年11月22日 | ISBN 978-4-04-684125-4 |

## 電視動畫
2022年9月9日，在Twitter上預告將於不久後有重大消息公佈。9月21日（男主角山田秋斗的生日），再在Twitter預告重大消息將在9月24日下午5時左右公佈。9月24日當日，在「Aniplex Online Fest 2022」中宣佈，獲改編為將於2023年首播的電視動畫，由淺香守生擔任導演，MADHOUSE擔任動畫製作。

### 主題曲
片頭曲
作词、作曲：谷口鲔，编曲：KANA-BOON，主唱：KANA-BOON
片尾曲
作词、作曲：清龙人，编曲：，主唱：清龙人

### 各話列表
| 話數  | 日文標題 | 中文標題                       | 劇本     | 分鏡                | 演出              | 作畫監督                                                                                       | 首播日期      |
| ----- | -------- | ------------------------------ | -------- | ------------------- | ----------------- | ---------------------------------------------------------------------------------------------- | ------------- |
| Lv.01 |          | 所以我才讨厌电玩迷的男生啦！！ | 中西泰博 | 浅香守生            | 小林彩            | 滨田邦彦                                                                                       | 2023年 4月2日 |
| Lv.02 |          | 快到BOSS出沒的時間了           | 中西泰博 | 浅香守生            | 殿胜秀树          | 今村大树                                                                                       | 4月9日        |
| Lv.03 |          | 好想辦线下聚会哦♡              | 中西泰博 | 佐佐木美和          | 熊野千尋          | 竹内杏子                                                                                       | 4月16日       |
| Lv.04 |          | 妳喜歡山田嗎？                 | 中西泰博 | 瀨藤健嗣            | 渡邊琴乃 礒川和正 | Song Seung-taek、Han Eun-mi                                                                    | 4月23日       |
| Lv.05 |          | 請你解釋清楚吧                 | 中西泰博 | 澤井幸次            | 內野宮晃希        | 山本徑子、桝井一平、野上慎也 安齊佳惠、那須野文 Mubon Hyeong-jun、Song Hyeon-ju Choi Eun-yeong | 4月30日       |
| Lv.06 |          | 個人希望是戀愛喜劇             | 中西泰博 | 佐佐木美和          | 小林彩            | 齊藤和也、齊藤格                                                                               | 5月6日        |
| Lv.07 |          | 好讓自己放心嗎？               | 中西泰博 | 澤井幸次            | 殿勝秀樹 礒川和正 | 今村大樹、原野瑠奈、渡邊未來                                                                   | 5月13日       |
| Lv.08 |          | 如果真是那樣，我會覺得…        | 中西泰博 | 澤井幸次            | 熊野千尋          | 竹內杏子、唐澤雄一、宫前真一                                                                   | 5月20日       |
| Lv.09 |          | 這是公會的一大事件！！         | 中西泰博 | 佐佐木美和          | 川野麻美          | Song Seung-taek、Lim Ji-hyeon Kim Yu-seon、Jeng Eun-hee Park Ae-ri                             | 5月27日       |
| Lv.10 |          | 有一天一定會受傷               | 中西泰博 | 澤井幸次            | 熨斗谷充孝 城相太 | 桝井一平、山本徑子                                                                             | 6月3日        |
| Lv.11 |          | 我有話想說                     | 中西泰博 | 小林彩              | 小林彩            | 齐藤格、齐藤和也、宫前真一                                                                     | 6月10日       |
| Lv.12 |          | 蠻喜歡的                       | 中西泰博 | 中山奈緒美 山村日向 | 渡邊琴乃 礒川和正 | 今村大樹、原野瑠奈、渡邊未來                                                                   | 6月17日       |
| Lv.13 |          | 早上起床後                     | 中西泰博 | 川野麻美 淺香守生   | 川野麻美          | 竹內杏子、唐澤雄一、村上史明 宗崎暢芳、宮前真一                                                | 6月24日       |

### 播映平台
| 播映國家、地區 | 播映平台                       | 播映日期              | 播映時間         | 備註 |
| -------------- | ------------------------------ | --------------------- | ---------------- | ---- |
| 臺灣           | 巴哈姆特動畫瘋                 | 2023年4月1日－6月24日 | 星期六 （UTC+8） |      |
| 臺灣           | 中華電信MOD                    | 2023年4月1日－6月24日 | 星期六 （UTC+8） |      |
| 臺灣           | Hami Video                     | 2023年4月1日－6月24日 | 星期六 （UTC+8） |      |
| 臺灣           | MyVideo                        | 2023年4月1日－6月24日 | 星期六 （UTC+8） |      |
| 臺灣           | KKTV                           | 2023年4月1日－6月24日 | 星期六 （UTC+8） |      |
| 臺灣           | 遠傳friDay影音                 | 2023年4月1日－6月24日 | 星期六 （UTC+8） |      |
| 臺灣           | NETFLIX （页面存档备份，存于） | 2023年4月1日－6月24日 | 星期六 （UTC+8） |      |

## 真人電影
於2025年3月28日上映。由作間龍斗與山下美月雙主演。

### 登場人物
- 山田秋斗：作間龍斗
- 木之下茜：山下美月
- 佐佐木瑛太：NOA[11]
- 佐佐木瑠奈：月島琉衣[11]
- 鴨田竹藏：鈴木鼴鼠（空氣階段）[11]
- 前田桃子：甲田真晝[11]
- 椿由香里：茅島水樹[11]
- 岡本武明：前田旺志郎[11]

### 製作團隊
- 原作：ましろ『和山田談場Lv999的戀愛』（「GANMA!」連載）
- 監督：安川有果
- 脚本：川原杏奈
- 配樂：
- 主題曲：通心粉鉛筆「NOW LOADING」（TOY'S FACTORY）[12]
- 發行：KADOKAWA
- 制作商：角川大映Studio
- 製作：「和山田談場Lv999的戀愛」製作委員會

## 外部連結
- 漫畫連載網站（日語）
  - 漫畫的X（前Twitter）（日語）
- 電視動畫官方網站（日語）
  - 電視動畫的X（前Twitter）（日語）
- 真人電影官方網站（日語）
  - 真人電影的X（前Twitter）（日語）
  - 真人電影的Instagram帳戶（日語）
  - 真人電影的TikTok（日語）